# افسانه بروس لی
بروس لی (به انگلیسی: The Legend of Bruce Lee) عنوان یک مجموعه تلویزیونی است که پیرامون زندگی ورزشی و هنری بروس لی ساخته و در سال ۲۰۰۸ میلادی پخش شد. دنی چان نقش بروس لی را در این مجموعه بازی می‌کند. تهیه‌کننده اجرایی این سریال شانون لی (دختر بروس لی) است.

## بازیگران
| بازیگر               | نقش                                                  |
| دنی چان              | بروس لی 李小龍                                       |
| میشل لانگ            | لیندا لی کالدول 琳達. 埃莫瑞                         |
| Giulio Taccon        | براندون لی 李國豪                                    |
| ری پارک              | چاک نوریس 勞力士                                     |
| میشل جی وایت         | Ali 哈里森                                           |
| گری دنیلز            | مبارز 埃里特                                         |
| مارک داکاسیوس        | مبارز تای 察爾王                                     |
| تیم استورز           | والی جی 威利. 傑依                                   |
| یانیک ون دم          | Hoffman (رابرت وال) 霍夫曼                           |
| یائو چنگئو           | استاد ایپ من 葉問                                    |
| وانگ لویونگ          | Shao Ruhai (جیمز یام لی) 邵如海                      |
| Gai Ke               | خانم لی 李太太                                       |
| زائو زائو            | لی های-چوئن 李海泉                                   |
| Bian Xiaoxiao        | Qin Xiaoman (ماریا یا، نورا میائو و بتی تینگ) 秦小曼 |
| Hazen Lake MacIntyre | George 喬治                                          |
| Ted E. Duran         | Blair 布萊爾                                         |
| ناتالیا دیزیوبو      | Jones 瓊斯                                           |
| Traci Ann Wolfe      | جولیانا 嘉麗雅娜                                     |
| اریک چن              | وانگ شاون لیونگ 黃淳梁                               |
| لیو دانگ             | تاکی کیمورا 木村武之                                 |
| Ning Li              | دان اینوسانتو 伊諾山度                               |
| Gao Daowei           | Xu Wenhuai (ریموند چاو) 許文懷                       |
| Zhang Lu             | Huang Li (لو وی) 黃黎                                |
| Jia Meiying          | Xu Diya (رابی چاو) 徐迪雅                            |
| Lin Yumiao           | Ah Lin 阿林                                          |
| Luc Bendza           | جسی گلاور 傑西. 格魯夫                               |
| ارنست میلر           | Earnie Shavers 費雷澤                                |
| Leslie H. Collins    | ویلیام دازیر 威廉                                    |
| Wang Gongyi          | پیتر لی 李忠琛                                       |
| Cheng Yu             | Wang Lichao 王力朝                                   |
| Li Yuan              | Yellow-skinned Kid (وانگ جک من) 黃皮小子             |